# Deh-e Posht Āsīāb-e Shīvand
Deh-e Posht Āsīāb-e Shīvand (persiska: Deh-e Hasht Āsīāb-e Shapvand, ده پشت آسیاب شیوند) är en ort i Iran.   Den ligger i provinsen Khuzestan, i den centrala delen av landet, 500 km söder om huvudstaden Teheran. Deh-e Posht Āsīāb-e Shīvand ligger 1 119 meter över havet och antalet invånare är 511.
Terrängen runt Deh-e Posht Āsīāb-e Shīvand är huvudsakligen bergig, men österut är den kuperad. Runt Deh-e Posht Āsīāb-e Shīvand är det ganska tätbefolkat, med 54 invånare per kvadratkilometer. Närmaste större samhälle är Dehdez, 13,0 km nordost om Deh-e Posht Āsīāb-e Shīvand. Omgivningarna runt Deh-e Posht Āsīāb-e Shīvand är i huvudsak ett öppet busklandskap.